# Elles (manga)
Pour les articles homonymes, voir Elle.
Elles (春夏秋冬, Haru Natsu Aki Fuyu) est un manga écrit par Eiki Eiki et dessiné par Taishi Zaō. Il a été prépublié dans les magazines Yuri Shimai puis Comic Yuri Hime entre le 28 juin 2003 et le 18 janvier 2007 avant d'être relié sous la forme d'un volume le 18 avril 2007, édité par Ichijinsha.

## Histoire

### Synopsis
Le lycée pour filles Sainte-Thérèse possède deux idoles, Haruka et Natsuki, qui sont connues pour harceler sexuellement leurs camarades. Deux nouvelles élèves, Akiho et Fuyuka vont rapidement tomber dans leurs griffes. Deux professeures vont devoir intervenir pour gérer la crise.

### Personnages principaux
Haruka Shiraki (白木 はるか, Shiraki Haruka)
Voix japonaise : Yukari Tamura
Haruka est l'une des deux élèves les plus populaires de l'école. Elle a la fâcheuse tendance à tripoter les seins de ses camarades, ce qui lui a valu d'être surnommée la « tigresse ». Sa principale victime est Akiho, qui se trouve être aussi sa meilleure amie.
Akiho Shōya (庄屋 あきほ, Shōya Akiho)
Voix japonaise : Ryoko Shintani
Akiho est une nouvelle élève, qui a intégré le lycée au cours du second semestre. Comme Haruka a été la première personne à l'aborder, les deux sont rapidement devenues amies. Même si Akiho ne supporte pas de se faire tripoter les seins par Haruka, elle éprouve aussi de la jalousie lorsque son amie jette son dévolu sur d'autres élèves.
Natsuki Matsuzaka (松坂 夏姫, Matsuzaka Natsuki)
Voix japonaise : Ayako Kawasumi
Natsuki est l'une des deux élèves les plus populaires de l'école. Malgré sa popularité elle est aussi surnommée la « grande méchante louve » par ses camarades pour sa tendance à harceler sexuellement des filles du lycée. Bien que considérée comme une élève problématique par ses professeurs elle n'a jamais été exclue grâce à ses relations. Lorsque Fuyuka intègre sa classe en cours d'année, elle jure d'en faire sa « prochaine petite copine ».
Fuyuka Takashima (高島 冬華, Takashima Fuyuka)
Voix japonaise : Mamiko Noto
Fuyuka, traumatisée par les garçons de son ancien établissement, décide d'intégrer le lycée pour filles Sainte-Thérèse afin de prendre un nouveau départ, où elle sera à l’abri des hommes. Malheureusement pour elle, elle déchante rapidement lorsqu'elle est prise pour cible par Natsuki.
Reiko (礼子, Reiko)
Voix japonaise : Tomoko Kawakami
Reiko est l’infirmière du lycée, ainsi que psychologue. Elle va devoir gérer la crise entre Natsuki et Fuyuka.
Ayano Makihara (槙原 綾乃, Makihara Ayano)
Voix japonaise : Megumi Nasu
Ayano est professeure d'histoire contemporaine dans le lycée. Elle est aussi une amie intime de Reiko.

## Médias

### Manga
Les chapitres du manga sont prépubliés dans le magazine Yuri Shimai du premier numéro (28 juin 2003) au cinquième et dernier (16 novembre 2004). La série reprend dans le second numéro du magazine Comic Yuri Hime (18 octobre 2005) et se termine dans le septième numéro (18 janvier 2007). L'éditeur Ichijinsha rassemble l'ensemble des chapitres dans un unique volume, publié le 18 avril 2007. Le cinquième chapitre du volume est inédit.
Le manga est édité à Taiwan le 20 décembre 2010 par Ching Win Publishing, puis en Allemagne le 14 janvier 2011 par Egmont, et en France le 25 octobre 2012 par Taifu Comics.
À l'occasion de la convention Super Comic City 16, Eiki Eiki et Taishi Zaō publient le 5 mars 2007 un dōjinshi de 34 pages. Ce dernier continue l'histoire des quatre lycéennes après les évènements du manga.

#### Liste des chapitres
| no | Japonais       | Japonais       | Français        | Français       |
| no | Date de sortie | ISBN           | Date de sortie  | ISBN           |
| --- | -------------- | -------------- | --------------- | -------------- |
| 1 | 18 avril 2007  | 978-4758070119 | 25 octobre 2012 | 978-2351806449 |
| Liste des chapitres : - Ch. 1 : L'art et la manière d'exprimer son amour ♥ (愛情♥表現, Aijō ♥ hyōgen) - Ch. 2 : La grande méchante louve (オンナオオカミ, Onna ōkami) - Ch. 3 : First Kiss - Ch. 4 : La revanche du petit chaperon rouge (逆襲の赤ズキンチャン, Gyakushū no Akazukin-chan) - Ch. 5 : Elles (春夏秋冬, Haru Natsu Aki Fuyu) - Postface - Ch. bonus : Elles (彼女, Kanojo) |                |                |                 |                |

### Drama CD
Le manga a été adapté sous la forme de deux drama CD, le premier est publié avec une édition spéciale du manga le 18 avril 2007, quand le second est publié le 18 juillet 2007. Le premier CD retranscrit les deux premiers chapitres du manga, le second CD retranscrit le quatrième chapitre.